# Guy Mollet
Guy Mollet (Flers, 31 de diciembre de 1905-París, 3 de octubre de 1975) fue un político socialista francés, que ejerció como primer ministro entre 1956 y 1957, durante la época de la IV República. Lideró la Sección Francesa de la Internacional Obrera entre 1946 y 1969.

## Origen y juventud
Nació el 2 de enero de 1906, aunque su partida de nacimiento indicó el 31 de diciembre del mes anterior para que pareciese mayor y pudiese comenzar antes a trabajar. La familia era muy pobre y vivía en dos habitaciones de un semisótano, junto a las calderas del edificio. Su padre era trabajador textil y su madre ama de casa y portera de la caja de ahorros de Flers. El niño, enclenque, muy aplicado, consiguió ingresar en el liceo y cursar enseñanza secundaria gracias a la insistencia de su maestro, en un momento en el que esta solía estar reservada a la burguesía. Sufría graves problemas oculares que casi el impedían leer, por lo que su madre, que carecía de formación, tenía que leerle las lecciones para que pudiese aprenderlas. La suerte de su padre, herido de gravedad y gaseado durante la Primera Guerra Mundial, le hizo abandonar la fe que le había inculcado su madre, católica piadosa.
Estudió en El Havre, donde aprobó el bachillerato con brillantez y trabajó luego de director de un internado de la localidad a partir de 1923. Ingresó en la SFIO ese mismo año, en una zona con escasos militantes socialistas, presidida por Ludovic Zoretti, profesor de mecánica que lo influyó notablemente, haciéndole leer las obras de Max y Engels e introduciéndole en la actividad sindical.
Precisamente su actividad sindical hizo que lo trasladasen y se instalase en Arrás el 19 de noviembre de 1925. Como gran parte de los maestros de entonces, era miembro activo del Partido Socialista francés, llamado entonces SFIO (Sección Francesa de la Internacional Obrera). Fue secretario del sindicato nacional de maestros de liceo, que consiguió unir con el de profesores de colegio. En 1928 se convirtió en secretario de la SFIO, ejerciendo como tal en el departamento de Pas de Calais, al norte de Francia. Logró licenciarse en literatura inglesa, asignatura de la que fue nombrado profesor delegado en Arrás en septiembre de 1936. Se casó con su esposa Odette, trabajadora del mismo centro educativo de Arrás, con la que tuvo dos hijas. La familia vivía en un modesto piso sin baño, que Mollet hizo instalar luego, durante su etapa como presidente del Gobierno, en el vestíbulo, única lugar con espacio. Mollet era un hombre entregado al partido, de costumbres austeras.
Se unió al Ejército francés en 1939 y fue hecho prisionero por los alemanes en 1940. Fue liberado tras siete meses de cautiverio, en enero de 1941 por motivos de salud y volvió a Arrás un año después. Se unió a la Resistencia en la zona de Arrás y fue tres veces detenido e interrogado por la Gestapo.

## Carrera política
En octubre de 1945 fue elegido diputado de la Asamblea Nacional, representando al departamento de Pas-de-Calais. Fue elegido secretario general de la SFIO septiembre de 1946, venciendo a su oponente Daniel Meyer, el candidato apoyado por el anteriormente primer ministro León Blum. Mollet representaba al ala marxista de su partido, que no quería renunciar a la identidad socialista del partido para convertirse en un conglomerado centrista, como abogaba Blum; sin embargo, si bien mantuvo una retórica marxista, aceptó alianzas con partidos centristas y de centroizquierda durante la IV República.
Además, sus relaciones con el Partido Comunista Francés se debilitaron a partir de 1947 y sostuvo que este solo tenía razón de ser en la Europa Oriental, dominada políticamente por países comunistas, satélites de la URSS. Fue cuatro veces ministro en Gobiernos de coalición antes de asumir la Presidencia del Consejo de Ministros en 1956. Fue ministro de Estado en 1946. De 1950 a 1951 fue ministro de Asuntos Europeos en el gobierno del radical René Pleven y en 1951 fue nombrado vice primer ministro en el gobierno de Henri Queuille.
El presidente de la república, René Coty le propuso presidir el nuevo Gobierno el 24 de enero de 1956 y el 31 del mismo mes obtuvo un amplio respaldo de la Asamblea Nacional. Los Tratados de Roma se firmaron durante su mandato, que estuvo marcado por la Revolución húngara de 1956, la crisis de Suez, la guerra de Independencia de Argelia y la aprobación de cierta legislación social. Fue precisamente el intento de implantar nuevas medidas rechazadas por la derecha la que le hizo perder el poder, derrotado en una moción de confianza en la Asamblea el 21 de mayo de 1957.
Representó a Francia ante el Consejo de Europa y presidió el grupo socialista en la Asamblea del Consejo. Entre 1951 y 1969 fue vicepresidente de la Internacional Socialista.
Falleció en París el 3 de octubre de 1975.